# Thaumaglossa laeta
Thaumaglossa laeta es una especie de escarabajo de piel del género Thaumaglossa, de la familia Dermestidae, orden Coleoptera. Mide aproximadamente 3 mm de longitud.

## Distribución
Se distribuye por Asia: China, Japón, Laos, Filipinas, Tailandia y Vietnam.

## Taxonomía
Fue descrita por Arrow en 1915.